# 6 и 1 наум
„6 и 1 наум“ е български игрален филм (приключенски) от 2016 година по сценарий и режисура на Лъчезар Петров. Оператор е Румен Василев. Музиката е композирана от Иво Игнатов.

## Сюжет
Лора, Камен, Галя, Ива, Мишо Рендера и Радо Екстрема са колеги в рекламна агенция и добри приятели. Толкова добри, че са неразделни и през почивните дни. Любовта им към приключенията и моторите ги отвежда всеки уикенд на непознато място, където, далеч от градската шумотевица, търсят близост с природата, със себе си и най-вече – екстремни преживявания. По отношение на последното не са абсолютно единодушни, но всички се подчиняват на колективния устрем. Такава е целта им и в тази слънчева лятна утрин. Събота е. Всичко започва както обикновено. Моторите безметежно летят към място, което нехайно наричат: „Абе... където стигнем!". Младостта обича подобни предизвикателства. Гъсталакът, в който попадат, се оказва недружелюбен и труден за преодоляване, но това е най-малкият им проблем ....

## Състав

### Актьорски състав
| Изпълнител                | Роля          |
| ------------------------- | ------------- |
| Галин Найденов            | Камен         |
| Йоанна-Изабелла Върбанова | Лора          |
| Анастасия Левордашка      | Ива           |
| Мирела Карабанчева        | Галя          |
| Теодор Софрониев          | Радо екстрема |
| Ахмед Юмер                | Мишо рендера  |
| Тончо Токмакчиев          | шефа          |
| Албена Колева             | кака Цеца     |
| Яни Янев                  | факлоносец    |
| Атанас Василев            | моторист      |
| Георги Тепавичаров-Вайзе  | моторист      |
| Петър Георгиев            | моторист      |

## Награди, номинации и участия
- Селекция на Международния кинофестивал в Ница 2017 г. (4 номинации)
- 35-и Фестивал на българския игрален филм Златна роза